# Gesneria purpurascens
Gesneria purpurascens är en tvåhjärtbladig växtart som beskrevs av Ignatz Urban. Gesneria purpurascens ingår i släktet Gesneria och familjen Gesneriaceae. Inga underarter finns listade i Catalogue of Life.